# جيانغ بينج
جيانغ بينج (بالصينية: 姜鹏) (6 مارس 1989 في الصين - ) هو لاعب كرة قدم صيني في مركز الوسط. لعب مع Liaoning F.C. ‏.

## وصلات خارجية
- جيانغ بينج على موقع قاعدة بيانات كرة القدم.إي يو (الإنجليزية)